# 진산중학교 (충남)
진산중학교(珍山中學校)는 대한민국 충청남도 금산군 진산면 읍내리에 있는 공립 중학교이다.

## 학교 연혁
- 1953년 4월 1일 : 제1회 입학식(1학년 58명)
- 1953년 4월 18일 : 학교 설립인가(3학급), 개교기념일
- 1963년 1월 1일 : 전북에서 충남으로 편입
- 2001년 3월 1일 : 학칙변경(3학급 인가)
- 2013년 3월 1일 : 윈드 오케스트라 조직 운영(전교생 49명)
- 2023년 9월 1일 : 제26대 이경화 교장 취임
- 2024년 1월 4일 : 제70회 졸업식(17명, 총 6,684명)
- 2024년 3월 4일 : 제73회 입학식(10명)

## 참고 자료
- 진산중학교 - 한국교육학술정보원 학교알리미